# Campionato europeo maschile under 19 di calcio 2019
Il campionato europeo di calcio Under-19 2019 è stata la 67ª edizione del torneo organizzato dalla UEFA. Al torneo hanno partecipato solo i giocatori nati dopo il 1º gennaio 2000.
Svoltosi in Armenia dal 14 al 27 luglio 2019, si è concluso con la vittoria della Spagna, che ha battuto nella finale disputata allo Stadio Repubblicano Vazgen Sargsyan di Erevan il Portogallo per 2-0. La Spagna si è laureata così campione d'Europa Under-19 per l'ottava volta.

## Città e stadi
| Erevan                              | Erevan          | Erevan              |
| ----------------------------------- | --------------- | ------------------- |
| Stadio Repubblicano Vazgen Sargsyan | Stadio Banants  | FFA Academy Stadium |
|                                     |                 |                     |
| Capacità: 14.403                    | Capacità: 4.860 | Capacità: 1.428     |
| Erevan                              |                 |                     |

## Fase a gironi

### Regolamento
Le prime due squadre di ogni girone si qualificano alle semifinali del torneo.
Se due o più squadre dello stesso girone sono a pari punti al termine della fase a gironi, per determinare la classifica si applicano i seguenti criteri nell'ordine indicato:
- maggior numero di punti nelle partite disputate fra le squadre in questione (scontri diretti);
- miglior differenza reti nelle partite disputate fra le squadre in questione;
- maggior numero di gol segnati nelle partite disputate fra le squadre in questione.

Se alcune squadre sono ancora a pari merito dopo aver applicato questi criteri, essi vengono riapplicati esclusivamente alle partite fra le squadre in questione per determinare la classifica finale.
Se la suddetta procedura non porta a un esito, si applicano i seguenti criteri:
- miglior differenza reti in tutte le partite del girone;
- maggior numero di gol segnati in tutte le partite del girone;
- migliore condotta fair play al torneo, calcolata partendo da 10 punti per squadra, che vengono decurtati in questo modo:
  1. ogni ammonizione: un punto;
  2. ogni doppia ammonizione o espulsione: tre punti;
  3. ogni espulsione diretta dopo un'ammonizione: quattro punti;
- sorteggio.

Se due squadre che hanno lo stesso numero di punti e lo stesso numero di gol segnati e subiti si sfidano nell'ultima partita del girone e sono ancora a pari punti al termine della giornata, la classifica finale viene determinata tramite i tiri di rigore, purché nessun'altra squadra del girone abbia gli stessi punti al termine della fase a gironi.

### Girone A

#### Classifica
| Pos. | Squadra    | Pt | G | V | N | P | GF | GS | DR  |
| ---- | ---------- | -- | - | - | - | - | -- | -- | --- |
| 1.   | Portogallo | 7  | 3 | 2 | 1 | 0 | 8  | 1  | +7  |
| 2    | Spagna     | 7  | 3 | 2 | 1 | 0 | 7  | 3  | +4  |
| 3    | Italia     | 3  | 3 | 1 | 0 | 2 | 5  | 5  | 0   |
| 4    | Armenia    | 0  | 3 | 0 | 0 | 3 | 1  | 12 | -11 |

#### Risultati
| Arbitro: | Tohver |

|                  |           |                                                    |
| Yeghiazaryan 51’ | Marcatori | 33’ Orellana 58’ Miranda 64’ Marqués 90+7’ Mollejo |

| Arbitro: | Ivanov |

|  |           |                                   |
|  | Marcatori | 28’ Cardoso 46’ Ramos 51’ Correia |

| Arbitro: | Papapetrou |

|                  |           |             |
| Fábio Vieira 49’ | Marcatori | 41’ Miranda |

| Arbitro: | Glova |

|  |           |                                             |
|  | Marcatori | 29’, 56’ Portanova 32’ Merola 69’ Raspadori |

| Arbitro: | Peljto |

|                                    |           |            |
| Gavioli 60’ (aut.) Ruiz 68’ (rig.) | Marcatori | 35’ Merola |

| Arbitro: | Dabanović |

|                                                    |           |  |
| Vitinha 34’ (rig.) João Mário 50’ Gouveia 67’, 88’ | Marcatori |  |

### Girone B

#### Classifica
| Pos. | Squadra   | Pt | G | V | N | P | GF | GS | DR |
| ---- | --------- | -- | - | - | - | - | -- | -- | -- |
| 1.   | Francia   | 9  | 3 | 3 | 0 | 0 | 5  | 0  | +5 |
| 2.   | Irlanda   | 4  | 3 | 1 | 1 | 1 | 3  | 3  | 0  |
| 3.   | Norvegia  | 2  | 3 | 0 | 2 | 1 | 1  | 2  | -1 |
| 4.   | Rep. Ceca | 1  | 3 | 0 | 1 | 2 | 1  | 5  | -4 |

#### Risultati
| Arbitro: | Dabanović |

|            |           |           |
| Botheim 8’ | Marcatori | 81’ Hodge |

| Arbitro: | Peljto |

|  |           |                                                 |
|  | Marcatori | 41’ (rig.) Flips 48’ (aut.) Heidenreich 52’ Abi |

| Erevan 18 luglio 2019, ore 18:45 UTC+4 | Rep. Ceca | 0 – 0 referto | Norvegia | FFA Academy Stadium\| Arbitro: \| Ivanov \| |
| Arbitro:                               | Ivanov    |               |          |                                             |

| Arbitro: | Tohver |

|  |           |            |
|  | Marcatori | 83’ Isidor |

| Arbitro: | Papapetrou |

|             |           |  |
| Ngoumou 61’ | Marcatori |  |

| Arbitro: | Glova |

|                        |           |           |
| Afolabi 35’ Coffey 80’ | Marcatori | 79’ Kušej |

## Fase a eliminazione diretta

### Tabellone
|  | Semifinali | Semifinali | Semifinali |        |            | Finale     | Finale | Finale |  |
|  |            |            |            |        |            |            |        |        |  |
|  | 1A         | Portogallo | 4          |        |            |            |        |        |  |
|  | 1A         | Portogallo | 4          |        |            |            |        |        |  |
|  | 2B         | Irlanda    | 0          |        |            |            |        |        |  |
|  | 2B         | Irlanda    | 0          |        | Portogallo | Portogallo | 0      |        |  |
|  |            |            |            |        | Portogallo | Portogallo | 0      |        |  |
|  |            |            | Spagna     | Spagna | 2          |            |        |        |  |
|  | 1B         | Francia    | Spagna     | Spagna | 2          | 0 (3)      |        |        |  |
|  | 1B         | Francia    |            |        |            |            |        |        |  |
|  | 2A         | Spagna     | 0 (4)      |        |            |            |        |        |  |

### Semifinali
| Arbitro: | Tohver |

|                                            |           |  |
| Vitinha 31’ (rig.) Ramos 45+2’, 59’, 90+6’ | Marcatori |  |

| Arbitro: | Ivanov |

|                                          |                      |                                           |
| Begraoui Isidor Caqueret Ndicka Marcelin | Tiri di rigore 3 – 4 | Mollejo Marqués Guillamón Orellana Ferrán |

### Finale
| Arbitro: | Peljto |

|  |           |                 |
|  | Marcatori | 34’, 51’ Ferrán |